# The Reckoning (série de televisão)
The Reckoning é uma minissérie de televisão britânica escrita por Neil McKay com direção de Sandra Goldbacher e David Blair. A série retrata a carreira e os crimes sexuais da personalidade da mídia Jimmy Savile, interpretado por Steve Coogan, desde o início dos anos 1960 até sua morte em 2011. É baseado em parte no livro In Plain Sight: The Life and Lies of Jimmy Savile, de Dan Davies.

## Elenco
- Steve Coogan como Jimmy Savile[4]
- Gemma Jones como Agnes Savile[5]
- Mark Stanley como Dan Davies[6]
- Robert Emms como Ray Teret[7]
- Michael Jibson como Bill Cotton[8]
- Julian Rhind-Tutt como Johnnie Stewart[6]
- Faye McKeever como Alison[9]
- Mark Lewis Jones como Charles Hullighan[6]
- Siobhan Finneran como Beryl Hullighan
- Peter Wight como Peter Jaconelli[9]
- Fenella Woolgar como Margaret Thatcher[10]
- Neil Pearson como Eric Morley[11]

## Recepção crítica
The Reckoning recebeu avaliações mistas dos críticos de televisão, com a maioria elogiando o desempenho de Coogan. No The Guardian, Lucy Mangan escreveu que Coogan era "assustadoramente brilhante como Jimmy Savile", mas que "assistir The Reckoning é sair deprimido, mas não esclarecido". A série foi criticada como gratuita e por ser exibida na BBC, que foi acusada de ter protegido Savile durante sua vida. John Nugent da Empire deu à série três de cinco estrelas, descrevendo-a como um "relógio difícil, é claro, feito com óbvia consciência, centrado em uma performance central profundamente perturbadora de Steve Coogan. Se esta é a forma apropriada de ajuste de contas para tais crimes inconcebíveis, no entanto, deveria estar em debate". Louis Theroux, quando questionado se achava que a série era de "mau gosto", disse que ficou "impressionado" com a tentativa da série de "aderir escrupulosamente aos fatos". Ele também elogiou o desempenho de Coogan.  
Coogan foi indicado ao British Academy Television Award de Melhor Ator em 2024.